# Neunsilbler
Der Neunsilb(l)er ist in der Verslehre bei silbenzählendem Versprinzip ein Versmaß bzw. Vers mit neun Silben. Gelegentlich, vor allem im Kontext antiker Dichtung, wird auch die Bezeichnung Enneasyllabus verwendet.